# Estornell fumat
L'estornell fumat (Spodiopsar cineraceus) és un ocell de la família dels estúrnids (Sturnidae). Es troba a la Xina, Japó, Mongòlia, Taiwan, Corea del Sud, Corea del Nord i l'Extrem Orient Rus. Els seus hàbitats són el bosc boreal, les pastures, les terres llaurades, les plantacions i les àrees urbanes. El seu estat de conservació es considera de risc mínim.